# Vincenzo Capriolo
Vincenzo Capriolo (Alessandria, 23 giugno 1810 – Frascati, 22 agosto 1872) è stato un politico italiano, senatore del Regno d'Italia.

## Biografia
Provveditore agli studi di Alessandria (1849-1856), divenne poi Segretario generale del Ministero dell'interno. Fu direttore generale del Demanio e delle tasse, per assumere poi la carica di consigliere di Stato ed infine ricevere la nomina regia a senatore.